# Kaizuka, Ōsaka
Kaizuka (tiếng Nhật: 貝塚市, Khai-giu-kha) là một thành phố thuộc tỉnh Ōsaka, Nhật Bản.